# Loed van Bussel
Loed van Bussel (* 1936; † 13. März 2018) war ein niederländischer Kunsthändler und Mäzen, der sich auf sogenannte Tribal Art aus Afrika spezialisierte. Er galt als eine der prägenden Persönlichkeiten im europäischen Handel mit ethnographischer Kunst und war insbesondere in Amsterdam aktiv.

## Leben und Wirken
Loed van Bussel wurde 1936 in den Niederlanden geboren. Seine Leidenschaft für afrikanische Kunst entwickelte sich früh und führte ihn zu zahlreichen Reisen auf den afrikanischen Kontinent, wo er enge Kontakte zu lokalen Künstlern und Sammlern knüpfte. In Amsterdam baute er über Jahrzehnte hinweg eine bedeutende Galerie auf, die sich auf Tribal Art spezialisierte und internationale Anerkennung fand.

## Einfluss und Vermächtnis
Neben seiner Tätigkeit als Händler war van Bussel ein leidenschaftlicher Förderer ethnographischer Museen und Ausstellungen. Teile seiner Sammlung wurden dem Horniman Museum and Gardens in London und weiteren internationalen Museen zugänglich gemacht. Er starb am 13. März 2018 im Alter von 82 Jahren. Er hinterließ ein bedeutendes Erbe im Bereich der afrikanischen Kunst und gilt als einer der Wegbereiter für die Wertschätzung und wissenschaftliche Auseinandersetzung mit Tribal Art in Europa.